# Волворт (округ, Вісконсин)
Шаблон:StateAbbr_ 42°40′ пн. ш. 88°32′ зх. д. / 42.67° пн. ш. 88.54° зх. д.
 Волворт (англ. Walworth County) — округ (графство) у штаті Вісконсин. Ідентифікатор округу 55127.

## Історія
Округ утворений 1836 року.

## Демографія
За даними перепису 
2000 року 
загальне населення округу становило 93759 осіб, зокрема міського населення було 59989, а сільського — 33770.
Серед них чоловіків — 46626, а жінок — 47133. В окрузі було 34522 домогосподарства, 23271 родин, які мешкали в 43783 будинках.
Середній розмір родини становив 3,07.
Віковий розподіл населення поданий у таблиці:
| Стать    | До 15 років | 15-21 | 22-29 | 30-39 | 40-49 | 50-65 | 65-85 | Понад 85 |
| -------- | ----------- | ----- | ----- | ----- | ----- | ----- | ----- | -------- |
| Чоловіки | 9529        | 6350  | 5040  | 6657  | 7183  | 6861  | 4529  | 477      |
| Жінки    | 9161        | 6227  | 4556  | 6577  | 6791  | 6893  | 5681  | 1247     |

## Суміжні округи
- Вокеша — північний схід
- Расін — схід
- Кеноша — схід
- Макгенрі, Іллінойс — південний схід
- Бун, Іллінойс — південний захід
- Рок — захід
- Джефферсон — північний захід

## Виноски
1. ↑  U.S. Decennial Census. United States Census Bureau. Архів оригіналу за 26 квітня 2015. Процитовано 9 серпня 2015.
2. ↑  Historical Census Browser. University of Virginia Library. Архів оригіналу за 11 серпня 2012. Процитовано 9 серпня 2015.
3. ↑  Forstall, Richard L., ред. (27 березня 1995). Population of Counties by Decennial Census: 1900 to 1990. United States Census Bureau. Архів оригіналу за 18 липня 2015. Процитовано 9 серпня 2015.
4. ↑  Census 2000 PHC-T-4. Ranking Tables for Counties: 1990 and 2000 (PDF). United States Census Bureau. 2 квітня 2001. Архів оригіналу (PDF) за 18 грудня 2014. Процитовано 9 серпня 2015.
5. ↑  State & County QuickFacts. United States Census Bureau. Архів оригіналу за 28 січня 2016. Процитовано 24 січня 2014.(англ.) Наведено за англійською вікіпедією.
6. ↑  American FactFinder. Бюро перепису населення США. Архів оригіналу за 26 лютого 2012. Процитовано 31 січня 2008.

| США | Це незавершена стаття з географії США. Ви можете допомогти проєкту, виправивши або дописавши її. |